# Dicuspiditermes
Dicuspiditermes es un género de termitas isópteras perteneciente a la familia Termitidae que tiene las siguientes especies:
1. Dicuspiditermes achankovili
2. Dicuspiditermes boseae
3. Dicuspiditermes cornutella
4. Dicuspiditermes fontanellus
5. Dicuspiditermes gravelyi
6. Dicuspiditermes hutsoni
7. Dicuspiditermes incola
8. Dicuspiditermes laetus
9. Dicuspiditermes makhamensis
10. Dicuspiditermes minutus
11. Dicuspiditermes nemorosus
12. Dicuspiditermes obtusus
13. Dicuspiditermes orientalis
14. Dicuspiditermes paramakhamensis
15. Dicuspiditermes punjabensis
16. Dicuspiditermes santschii
17. Dicuspiditermes sisiri
18. Dicuspiditermes tripurensis